# Елсуърт (окръг, Канзас)
Окръг Елсуърт (на английски: Ellsworth County) е окръг в щата Канзас, Съединени американски щати. Площта му е 1873 km², а населението - 6332 души. Административен център е град Елсуърт.